# Seseli incisodentatum
Seseli incisodentatum är en flockblommig växtart som beskrevs av Kun Tsun Fu. Seseli incisodentatum ingår i släktet säfferötter, och familjen flockblommiga växter. Inga underarter finns listade i Catalogue of Life.